# Хал Парк (Оклахома)
Хал Парк (енгл. Hall Park) град је у америчкој савезној држави Оклахома.

## Демографија
По попису из 2000. године број становника је 1.088.
| Група             | 2000.       | 2010.    |
| Белци             | 947 (87,0%) | 0 (0,0%) |
| Афроамериканци    | 26 (2,4%)   | 0 (0,0%) |
| Азијати           | 15 (1,4%)   | 0 (0,0%) |
| Хиспаноамериканци | 21 (1,9%)   | 0 (0,0%) |
| Укупно            | 1.088       | 0        |